# Adélaïde de Gueldre
Pour les articles homonymes, voir Adélaïde.
Adélaïde de Gueldre, (v.1186 - 1218) fut la fille du comte Otton Ier de Gueldre et sa femme, Richardis de Wittelsbach, elle-même fille du duc Otton Ier de Bavière et d'Agnès de Looz.

## Mariages et enfants
En 1197 à Stavoren, elle se marie avec le comte Guillaume Ier. De cette union naquirent 5 enfants :
- Florent IV[1] (24 juin 1210 La Haye - 19 juillet 1234 Corbie, France), successeur de son père comme Comte de Hollande ;
- Otton (mort en 1249), régent de Hollande en 1238-1239, évêque d'Utrecht ;
- Guillaume (mort en 1238 en tournoi), régent de Hollande en 1234-1238 ;
- Richarde (morte le 3 janvier 1262) ;
- Ada dite de Hollande (1208 - morte en 1258), abbesse à l'abbaye de Rijnsburg de 1239 jusqu'à sa mort.

Adélaïde décède le 12 février 1218, en l'absence de son époux, parti pour la 5e Croisade. Elle est enterrée à l'abbaye de Rijnsburg.